# Lagarde-Marc-la-Tour
Lagarde-Marc-la-Tour község Franciaország Új-Aquitania régiójában, Corrèze megyében. Új községként 2019. január 1-jén jött létre két korábbi község: Lagarde-Enval és Marc-la-Tour egyesítésével. Az egyesüléskor az új község lélekszáma 995 fő lett. Lakosainak száma 935 fő (2022. január 1.).

## Népesség
| Lakosok száma | 978  | 977  | 971  | 958  | 946  | 935  |
|               | 2017 | 2018 | 2019 | 2020 | 2021 | 2022 |